# Born This Way
Born This Way — другий студійний альбом американської співачки Леді Ґаґа, який вийшов 23 травня 2011 року. Оголошення про новий альбом було зроблено після релізу The Fame Monster, коли в інтерв'ю Гага сказала, що вже готується до третього альбому. Альбом записувався під час турне The Monster Ball Tour в 2010 році.
Назва альбому було оголошено коли Гага перемогла в номінації за Найкраще відео року MTV (англ. MTV Video Music Award for Video of the Year), а дата релізу була підтверджена на її офіційній сторінці Twitter опівночі Нового 2011 року. Обкладинка альбому була представлена 16 квітня 2011 року, через добу після релізу сингла Judas

## Створення альбому

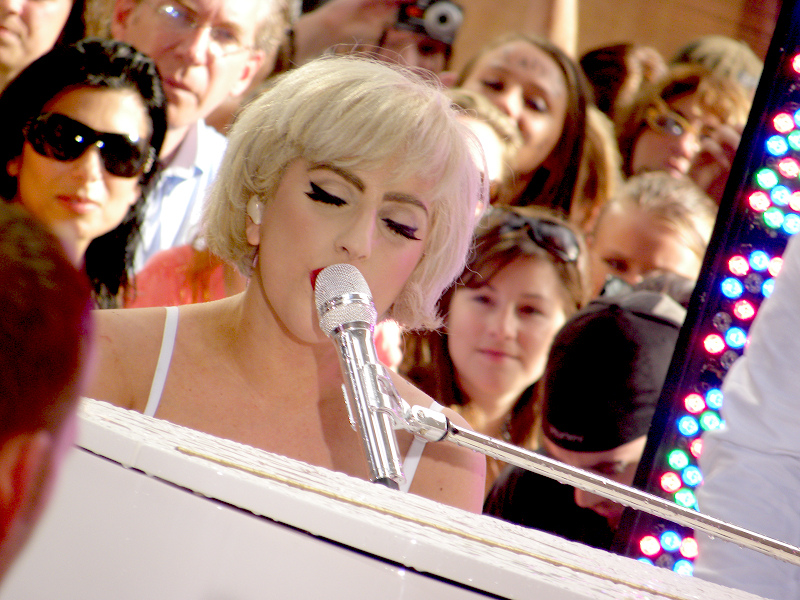
Леді Ґаґа виконує пісню «You and I» на Today.

Вже під час першого етапу The Monster Ball Tour восени 2009 року, RedOne розповів MTV News що вони знову будуть «чаклувати» над її третім альбомом. Він також сказав, що під час The Monster Ball Tour Гага повернеться зі студії з новими піснями.
|  | «Ми збираємося розпочати вже дуже, дуже скоро ... протягом кількох тижнів. Ви повинні чекати на нього. Це таємниця. Ми зробимо все для нього, що б ви його чекали ». - Red One |

8 квітня 2010 Леді Ґаґа була помічена з главою звукозаписної компанії в Сіднеї з Фернандо Гарібей. Вона кілька разів приїжджала в студію під час туру. 21 квітня 2010 преса випустила заяву Akon про третьому альбомі Гага і про їхні плани на співпрацю: 
|  | «Вона записує пісні в дорозі. Я лечу з Європи щоб попрацювати з нею. Гага як і я. У неї теж своя студія в автобусі. Деякі з пісень які я чув, просто божевільні. Все що я роблю в кінці дня, це слухаю треки Гага і стверджую їх для альбому. Вона вигадує неймовірні запису. Краса - ось чого вона хоче ». |

## Про альбом

Леді Ґаґа виконує пісню «Born This Way» в Атлантік-Сіті на The Monster Ball Tour

За даними журналу Rolling Stone, Гага планувала сказати назву альбому опівночі Нового Року.
|  | «Я думаю що зроблю тату з назвою і викладу фото» — говорить вона, — "Я працювала над ним останні кілька місяців і я відчуваю себе дуже сильною. Він був записаний так швидко. Деяким артистам потрібні роки. Я пишу музику кожен день". Що стосується предмета музики, Гага що перестала писати пісні про пошук слави, тепер її більше хвилюють політичні погляди. «Чому все ще ми говоримо про» Не питай, не говори?", Це як в якому столітті ми живемо, це зводить мене з розуму. Протягом трьох років я пекла пиріжки — тепер настав час спекти величезний, гіркий торт. Тому що, чим солодший пиріг, тим більше гіркого може бути". |

Але на MTV VMA, Гага не стрималася і сказала назва альбому і навіть заспівала невеликий уривок пісні «Born This Way», а в новорічну ніч вона оголосила дати виходів альбому і першого синглу.
26 листопада на концерті в Сопоті Гага сказала, що в альбомі буде близько 20 пісень і пообіцяла, що це буде найкращий альбом десятиліття. Вона також додала, що альбом повністю завершено.
Обкладинка альбому виконана в чорно-білому стилі, де Гага постає в образі жінки-мотоцикла, з розгорнутим волоссям і червоними губами.

### Промо-кампанія альбому
Реліз альбому "Born This Way" призначений на 23 травня 2011 року, але промо-кампанія почалася ще мало не за рік до релізу.
Отримуючи нагороду в номінації «Найкраще відео» на "MTV Video Music Awards 2010", Гага оголосила назву альбому, зізнавшись, що вона пообіцяла собі це зробити у випадку виграшу. Після оголошення назви «платівки»співачка виконала приспів з пісні.
Наступним етапом промо-кампанії стала поява на показі мод у Парижі в середині січня 2011 року. Леді Гага представила ремікс під назвою "Scheisse". Через кілька днів в офіційному профілі "Twitter" Леді Гага з'явилися слова з пісні "Born This Way".

### Сингли
«Born This Way» перший сингл з альбому, випущений 11 лютого 2011. Пісня написана Леді Гагою і данським автором-виконавцем Джеппі Лорсеном, продюсери пісні - Леді Гага, Джеппі Лорсен, Фернандо Гарібей і діджей White Shadow. Пісня одразу викликала суперечливі відгуки, насамперед схожістью с піснею Madonna "Express Yourself". Леді Гагу звинуватили у плагіаті.  Супутній відеокліп був знятий з 22 по 24 січня 2011 року. У кліпі знявся Хлопець-Зомбі – Рік Дженест. У відео співачка мала на обличчі грим, що повторював татуювання Ріка. Пісня «Born This Way» стала третім хітом першої величини в кар'єрі співачки на території Сполучених Штатів Америки, очоливши чарт Hot 100. Крім успіху в США, пісня увійшла до п'ятірки найкращих синглів більш ніж у 23 країнах і зайняла перші рядки чартів у п'ятнадцяти з них.
14 лютого Леді Гага назвала пісню «Judas» другим синглом з альбому на радіо-шоу Райана Сікреста - American Top 40 . 6 квітня співачка повідомила дату релізу пісні «Judas» - 19 квітня, через свій відеоблог Transmission Gagavision. Проте пісня вийшла раніше, бо вона встигла просочитися в мережу, і Леді Гага пересунула прем'єру на 15 квітня. Леді Гага сказала, що збирається зробити свій режисерський дебют спільно зі своїм креативним директором і хореографом Лоріен Гібсон в музичному відеокліпі «Judas». Прем'єра кліпу відбулася 6 травня о 05:30 за київським часом. А на початку березня, Леді Гага вже вдруге з'являється на показі мод "Mugler", будучи його музичним директором. Співачка представила уривок з пісні "Government Hooker".
Для просування заголовного синглу "Born This Way", а також іміджу майбутнього альбому, Леді Гага вирішила виступити на найпрестижнішій музичній премії «Греммі». Перед виступом поп-сенсація з'явилася на червоній доріжці в спеціальному яйце-інкубаторі. За її словами, вона перебувала на той момент в інкубаційному періоді. Наступною відмітною рисою співачки, яка, мабуть, стане «родзинкою» так званої ери "Born This Way", стали «шпильки» на тілі співачки, які вона вперше наживо продемонструвала саме на «Греммі». Під час самого виступу співачка «народжується», виходячи з яйця. На ній надітий костюм, що нагадує плівку.
До речі, крім виступу на престижній церемонії «Греммі» в липні 2010 року Леді Гага виступила на "Today Show" з піснею "You and I", яка також увійде до альбому "Born This Way". Потім Леді Гага додала "You and I" у свої концертні шоу "The Monster Ball", а після виконання "Born This Way" на "Греммі», ця композиція замінила "Speechless" в сет-листі популярного турне.

## Список композицій
| #   | Назва                            | Автор                                           | Продюсери                                             | Тривалість |
| --- | -------------------------------- | ----------------------------------------------- | ----------------------------------------------------- | ---------- |
| 1.  | «Marry the Night»                | Леді Ґаґа, Фернандо Гарибэй                     | Леді Ґаґа, Гарибэй                                    | 4:24       |
| 2.  | «Born This Way»                  | Леді Ґаґа, Джеппи Лорсен                        | Леді Ґаґа, Лорсен, Гарибэй, DJ White Shadow           | 4:20       |
| 3.  | «Government Hooker»              | Леді Ґаґа, Гарибэй, DJ White Shadow             | Леді Ґаґа, DJ White Shadow, Гарибэй*, DJ Snake*       | 4:14       |
| 4.  | «Judas»                          | Леді Ґаґа, RedOne                               | Леді Ґаґа, RedOne                                     | 4:10       |
| 5.  | «Americano»                      | Леді Ґаґа, Гарибэй, DJ White Shadow, Чече Алара | Леді Ґаґа, Гарибэй, DJ White Shadow                   | 4:06       |
| 6.  | «Hair»                           | Леді Ґаґа, RedOne                               | Леді Ґаґа, RedOne                                     | 5:08       |
| 7.  | «Scheiße»                        | Леді Ґаґа, RedOne                               | Леді Ґаґа, RedOne                                     | 3:45       |
| 8.  | «Bloody Mary»                    | Леді Ґаґа, Гарибэй, DJ White Shadow             | Леді Ґаґа, DJ White Shadow, Гарибэй*, Clinton Sparks* | 4:05       |
| 9.  | «Bad Kids»                       | Леді Ґаґа, Лорсен, Гарибэй, DJ White Shadow     | Леді Ґаґа, Лорсен, Гарибэй, DJ White Shadow           | 3:51       |
| 10. | «Highway Unicorn (Road to Love)» | Леді Ґаґа, RedOne, Гарибэй, DJ White Shadow     | Леді Ґаґа, RedOne, Гарибэй, DJ White Shadow           | 4:16       |
| 11. | «Heavy Metal Lover»              | Леді Ґаґа, Гарибэй, Clinton Sparks*             | Леді Ґаґа, Гарибэй, Clinton Sparks*                   | 4:13       |
| 12. | «Electric Chapel»                | Леді Ґаґа, DJ White Shadow                      | Леді Ґаґа, DJ White Shadow                            | 4:13       |
| 13. | «Yoü and I»                      | Леді Ґаґа                                       | Леді Ґаґа, Роберт Джон «Матт» Лэнг                    | 5:07       |
| 14. | «The Edge of Glory»              | Леді Ґаґа, Гарибэй, DJ White Shadow             | Леді Ґаґа, Гарибэй                                    | 5:20       |

| Бонус-треки | Бонус-треки                                                      | Бонус-треки        | Бонус-треки | Бонус-треки |
| #           | Назва                                                            | Автор              | Продюсер(ы) | Тривалість  |
| ----------- | ---------------------------------------------------------------- | ------------------ | ----------- | ----------- |
| 15.         | «Born This Way» (Jost & Naaf Remix) (international bonus track)  | Lady Gaga, Laursen | Jost & Naaf | 5:58        |
| 16.         | «Born This Way» (LLG vs. GLG Radio Remix) (Japanese bonus track) | Lady Gaga, Laursen | Guéna LG    | 3:50        |
| 17.         | «Judas» (Thomas Gold Remix) (iTunes bonus track)                 | Lady Gaga, RedOne  |             | 5:32        |

### Спеціальне видання
| Диск 1 | Диск 1                           | Диск 1                                       | Диск 1                                          | Диск 1     |
| #      | Назва                            | Автор                                        | Продюсер(и)                                     | Тривалість |
| ------ | -------------------------------- | -------------------------------------------- | ----------------------------------------------- | ---------- |
| 1.     | «Marry the Night»                | Lady Gaga, Garibay                           | Lady Gaga, Garibay                              | 4:24       |
| 2.     | «Born This Way»                  | Lady Gaga, Мадонна (співачка), Laursen       | Lady Gaga, Laursen, Garibay, DJ White Shadow    | 4:20       |
| 3.     | «Government Hooker»              | Lady Gaga, Garibay, DJ White Shadow          | Lady Gaga, DJ White Shadow, Garibay*, DJ Snake* | 4:14       |
| 4.     | «Judas»                          | Lady Gaga, RedOne                            | Lady Gaga, RedOne                               | 4:10       |
| 5.     | «Americano»                      | Lady Gaga, Garibay, DJ White Shadow, Alara   | Lady Gaga, Garibay, DJ White Shadow             | 4:06       |
| 6.     | «Hair»                           | Lady Gaga, RedOne                            | Lady Gaga, RedOne                               | 5:08       |
| 7.     | «Scheiße»                        | Lady Gaga, RedOne                            | Lady Gaga, RedOne                               | 3:45       |
| 8.     | «Bloody Mary»                    | Lady Gaga, Garibay, DJ White Shadow          | Lady Gaga, DJ White Shadow, Garibay*, Sparks*   | 4:05       |
| 9.     | «Black Jesus + Amen Fashion»     | Lady Gaga, DJ White Shadow                   | Lady Gaga, DJ White Shadow                      | 3:36       |
| 10.    | «Bad Kids»                       | Lady Gaga, Laursen, Garibay, DJ White Shadow | Lady Gaga, Laursen, Garibay, DJ White Shadow    | 3:51       |
| 11.    | «Fashion of His Love»            | Lady Gaga, Garibay                           | Lady Gaga, Garibay                              | 3:39       |
| 12.    | «Highway Unicorn (Road to Love)» | Lady Gaga, RedOne, Garibay, DJ White Shadow  | Lady Gaga, RedOne, Garibay, DJ White Shadow     | 4:16       |
| 13.    | «Heavy Metal Lover»              | Lady Gaga, Garibay                           | Lady Gaga, Garibay                              | 4:13       |
| 14.    | «Electric Chapel»                | Lady Gaga, DJ White Shadow                   | Lady Gaga, DJ White Shadow                      | 4:13       |
| 15.    | «The Queen»                      | Lady Gaga, Garibay                           | Lady Gaga, Garibay                              | 5:17       |
| 16.    | «Yoü and I»                      | Lady Gaga                                    | Lady Gaga, Lange                                | 5:07       |
| 17.    | «The Edge of Glory»              | Lady Gaga, Garibay, DJ White Shadow          | Lady Gaga, Garibay                              | 5:20       |

| Диск 2 | Диск 2                                                           | Диск 2             | Диск 2             | Диск 2     |
| #      | Назва                                                            | Автор              | Продюсер(и)        | Тривалість |
| ------ | ---------------------------------------------------------------- | ------------------ | ------------------ | ---------- |
| 1.     | «Born This Way» (Country Road Version)                           | Lady Gaga, Laursen | Lady Gaga, Garibay | 4:21       |
| 2.     | «Judas» (DJ White Shadow Remix)                                  | Lady Gaga, RedOne  | DJ White Shadow    | 4:07       |
| 3.     | «Marry the Night» (Zedd Remix)                                   | Lady Gaga, Garibay | Zedd               | 4:20       |
| 4.     | «Scheiße» (DJ White Shadow Mugler)                               | Lady Gaga, RedOne  | DJ White Shadow    | 9:35       |
| 5.     | «Fashion of His Love» (Fernando Garibay Remix)                   | Lady Gaga, Garibay | Garibay            | 3:44       |
| 6.     | «Born This Way» (Jost & Naaf Remix) (international bonus track)  | Lady Gaga, Laursen | Jost & Naaf        | 5:58       |
| 7.     | «Born This Way» (LLG vs. GLG Radio Remix) (Japanese bonus track) | Lady Gaga, Laursen | Guéna LG           | 3:50       |
| 8.     | «Judas» (Thomas Gold Remix) (iTunes bonus track)                 | Lady Gaga, RedOne  | Gold               | 5:32       |

## Чарти і сертифікації
| Чарт (2011)                         | Місце |
| ----------------------------------- | ----- |
| Australian Albums Chart             | 1     |
| Austrian Albums Chart               | 1     |
| Belgian Albums Chart (Flanders)     | 1     |
| Belgian Albums Chart (Wallonia)     | 1     |
| Canadian Albums Chart               | 1     |
| Croatian International Albums Chart | 1     |
| Czech Albums Chart                  | 1     |
| Danish Albums Chart                 | 1     |
| Dutch Albums Chart                  | 5     |
| Finnish Albums Chart                | 2     |
| French Albums Chart                 | 1     |
| German Albums Chart                 | 1     |
| Greek Albums Chart                  | 5     |
| Hungarian Albums Chart              | 1     |
| Irish Albums Chart                  | 1     |
| Italian Albums Chart                | 1     |
| Japanese Albums Chart               | 1     |
| New Zealand Albums Chart            | 1     |
| Norwegian Albums Chart              | 1     |
| Polish Albums Chart                 | 3     |
| Portuguese Albums Chart             | 1     |
| Slovenian Albums Chart              | 1     |
| Spanish Albums Chart                | 2     |
| Swedish Albums Chart                | 1     |
| Swiss Albums Chart                  | 1     |
| UK Albums Chart                     | 1     |
| US Billboard 200                    | 1     |
| US Dance/Electronic Albums          | 1     |

| Країна        | Сертифікація |
| ------------- | ------------ |
| Австралія     | Платиновий   |
| Нова Зеландія | Платиновий   |
| Бразилія      | 2хПлатиновий |